# Jeffrey Guterman

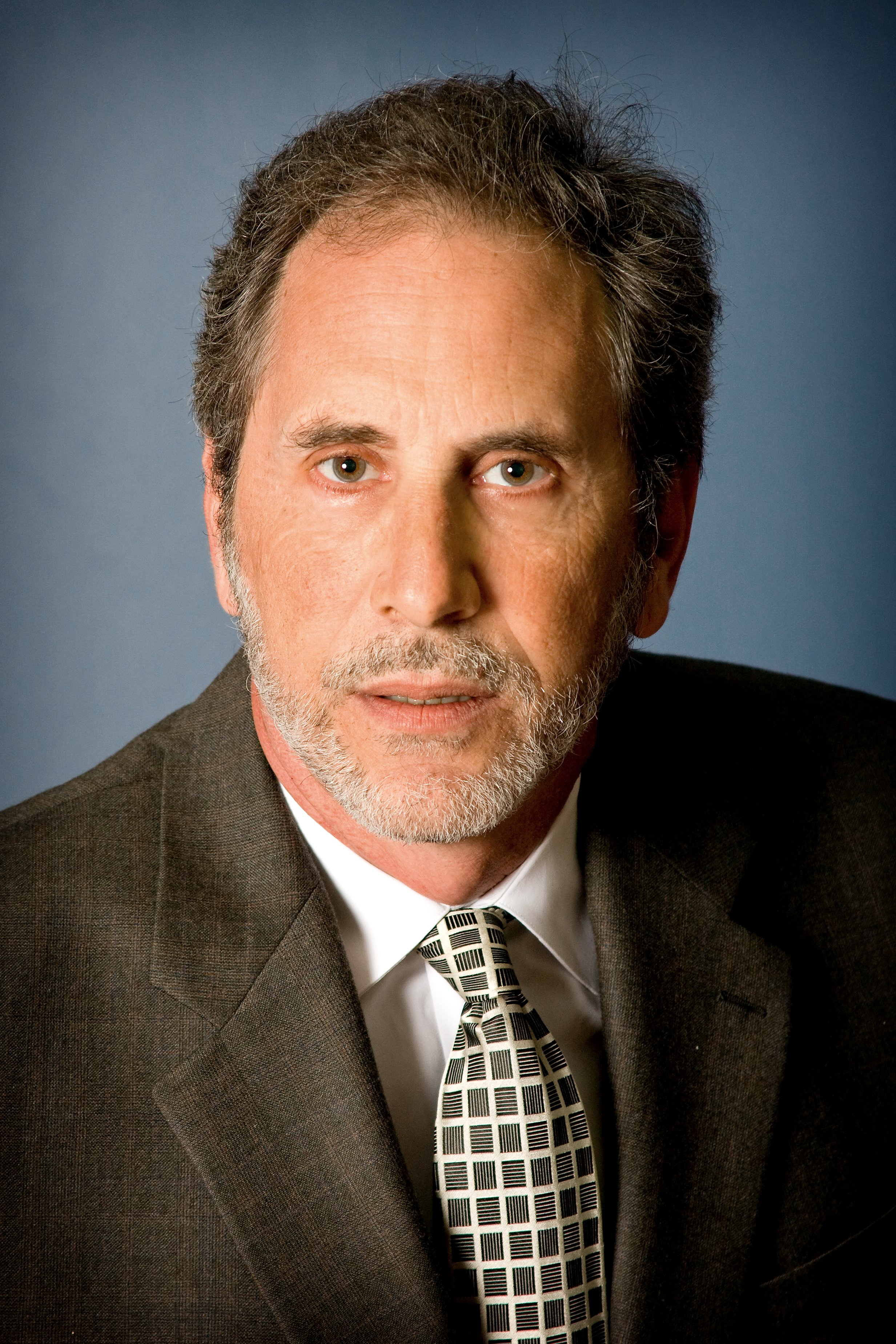
Jeffrey Guterman

Jeffrey Guterman (Nueva York, Estados Unidos, 1958) es un Psicólogo, educador y autor estadounidense.
En los años noventa, Guterman desarrolló un modelo llamado "Solution-Focused Counseling" (Terapia orientada a la solución) que explica en el libro Mastering the Art of Solution-Focused Counseling.